# Мюльберг, Калио Эвальдович
Калио Эвальдович Мюльберг (8 февраля 1928, Мариуполь — 8 октября 2018, Одесса, Украина) — советский и украинский кларнетист и педагог, заведующий кафедрой духовых инструментов Одесской государственной Академии музыки им. А. В. Неждановой, профессор, кандидат искусствоведения, заслуженный деятель искусств Украины.

## Биография
Калио Эвальдович Мюльберг родился в семье артистов цирка. Его отцом был известный акробат Эвальд Мюльберг, который первым в СССР стал работать на батуте (1928). В 1948 году К. Мюльберг окончил Одесское музыкальное училище (класс П. В. Дроздова), в 1953 году ― Одесскую консерваторию (класс В. П. Базилевич). В 1957 году одержал победу на Всесоюзном конкурсе исполнителей и завоевал третье место на конкурсе в рамках Всемирного фестиваля молодежи и студентов в Москве. C 1948 по 1964 ― солист оркестра Одесского оперного театра.
На протяжении всего своего творческого пути Калио Мюльберг ведёт активную концертную деятельность. Он стал первым исполнителем в СССР концертов для кларнета с оркестром Р. Кубина, А. Копленда, каприччио Г. Глазачева. Им записана грампластинка на фирме «Мелодия» с сочинениями Ф. Пуленка, П. Подковырова, Б. Мартину и Г. Глазачева. Свои произведения Мюльбергу посвятили композиторы Ю. Щуровский и Л. Колодуб. С большим успехом Мюльберг выступал как солист в Москве, Ленинграде, Киеве, Тбилиси, Ровно, Челябинске и многих других городах СССР, а также за рубежом: в Финляндии, Италии, Португалии, Болгарии.
Значительна деятельность Калио Мюльберга в качестве педагога. Среди его учеников ― высококвалифицированные исполнители, которые работают в различных симфонических оркестрах, преподаватели престижных музыкальных заведений:
- Иван Оленчик — заслуженный артист России, лауреат республиканского конкурса, лауреат всесоюзного конкурса, лауреат международного конкурса «Пражская весна», профессор Российской академии музыки им. Гнесиных
- Николай Волков — доцент Российской академии музыки им. Гнесиных, заслуженный работник культуры РФ, кандидат искусствоведения.
- Леонид Джурмий — заслуженный артист Украины, дирижёр Харьковского театра оперы и балета.
- Владимир Стоянов — профессор Лиссабонской консерватории, дирижёр оркестра.
- Вячеслав Тихонов — профессор Киевской национальной академии музыки, солист оркестра Киевского национального театра оперы и балета.
- Евгений Сурженко — доцент Донецкой академии музыки.
- Зиновий Буркацкий — лауреат республиканского конкурса, доцент Одесской академии музыки.
- Андрей Старченко — лауреат международного конкурса, преподаватель Фрайбургской музыкальной школы (Германия).
- Игорь Знатоков — лауреат республиканского конкурса, главный дирижёр Одесского цирка, преп.музыкальной школы им. П. С. Столярского, дирижёр Одесского оперного театра.
- Ли Бо — лауреат международного конкурса (Китай).
- Михаил Крупей — лауреат республиканского конкурса, доцент Одесской академии музыки, кандидат искусствоведения.
- Борис Турчинский — преподаватель консерватории города Петах-Тиква (Израиль), дирижёр оркестра.
- Вячеслав Воронкин — преподаватель Одесского музыкального училища.

Калио Эвальдович ― автор многих научных и методических разработок, среди них: «Теоретические основы игры на кларнете» (1975), «Исследования некоторых компонентов техники игре на кларнете» (1979), «О мастерстве кларнетиста» (2002), «Оркестровые трудности для кларнета в творчестве П. И. Чайковского», «Путь к совершенству игры на кларнете» (2003). Им создан ряд переложений для кларнета (переиздаются за рубежом) и для ансамбля кларнетов. В 1980—1985 гг. он занимал пост проректора Одесской консерватории по научной работе.